# イリナ・ティモフェーエワ

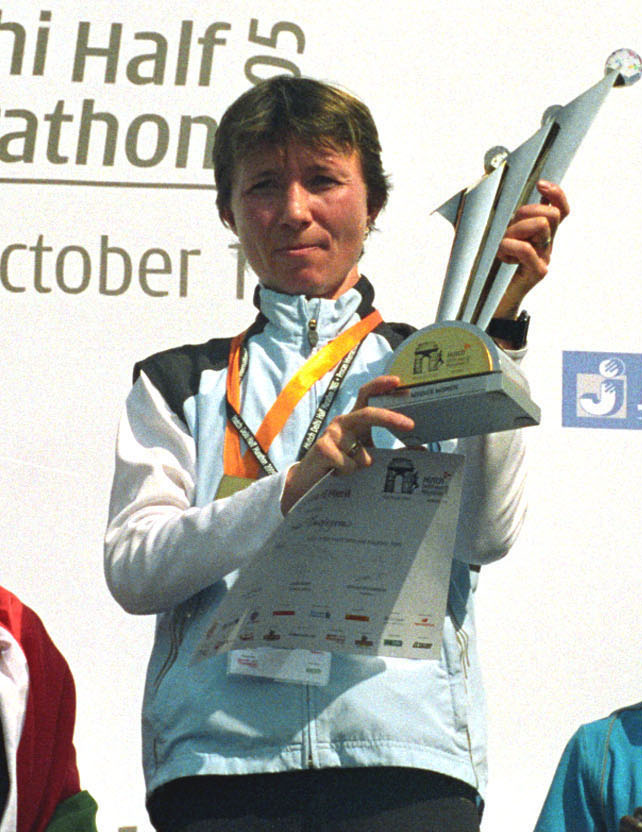
イリナ・ティモフェーエワ（2005年）

イリナ・ティモフェーエワ（Irina Timofeyeva、ロシア語: Ирина Николаевна Тимофеева、1970年4月5日-）はロシア、チュヴァシ共和国チェボクサル出身の女子陸上競技選手。専門は長距離走、マラソン。既婚で息子がいる。妹のリディア・グリゴリエワ（Lidiya Grigoryeva）もマラソン選手である。
2005年のシンガポールマラソン、2006年のパリマラソンで優勝している。2008年北京オリンピックのマラソン代表に選ばれ、2時間27分31秒で7位に入賞した。
2009年4月19日の第11回長野オリンピック記念長野マラソンで2時間30分07秒のタイムで優勝。

## 自己ベスト
- 5000m - 15分57秒74 (2000年6月16日、サンクトペテルブルク)
- 1000m - 31分40秒14 (2000年7月26日、トゥーラ)
- ハーフマラソン - 1時間09分29秒 (2007年10月14日、ウーディネ)
- マラソン - 2時間24分14秒 (2008年4月27日、ハンブルク)